# Jaron Margolin

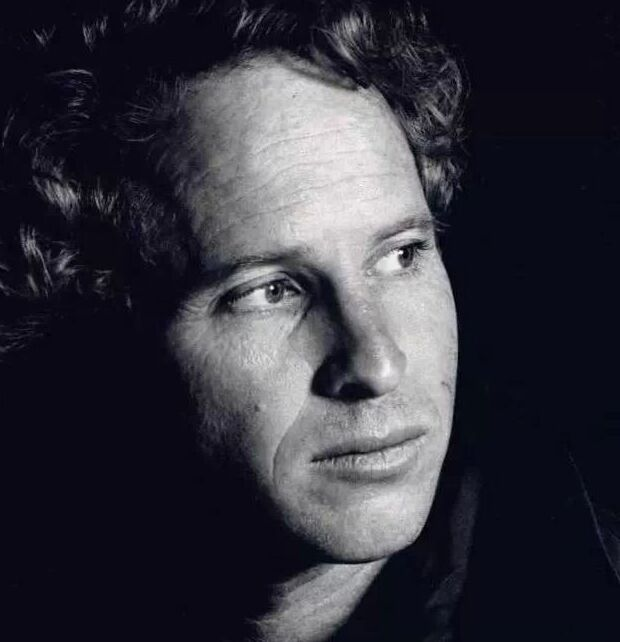
Jaron Margolin

Jaron Margolin (hebräisch ירון מרגולין geboren am 5. Juni 1954 im Moschaw Tel Adashim) ist ein israelischer Tänzer und Choreograf.

## Leben
Margolin wurde 1954 in Tel Adashim geboren. Seine Familie zählt zu den Gründern des Dorfes. Sein Vater, Jakob, der auch in diesem Dorf geboren wurde, arbeitete in mehreren Betrieben. Seine Mutter, Eve, eine Holocaustüberlebende, wurde in Warschau geboren und war von 1944 bis April 1945 im Konzentrationslager Bergen-Belsen. 1948 emigrierte sie nach Israel, wo sie mit Mia Arbatova in Tel Aviv tanzte. Margolins Schwester, Shlomit Margolin-Tamir, veröffentlichte 2013 das Buch „Bows“ über das Leben der Mutter.

### Tanzkarriere
Margolin tanzte bereits in seiner Kindheit. Im Alter von 14 Jahren hatte er die Möglichkeit, bei Yardena Cohen, der Empfängerin des Israel-Preises für ihre Arbeit als eine der Gründerinnen des Israelischen Tanzes, zu lernen. 1977 wurde Margolin in der Batsheva Dance Company aufgenommen und hatte sein Debüt mit dem Solo „Möchten Sie“ in dem Tanz „Zimmer“, das von Anna Sokolow choreographiert wurde.
Im Jahr 1979 verließ Margolin die Batsheva Dance Company und schloss sich der Lehrerin und Choreografin Flora Cushman und dem „Jerusalem Dance Workshop“ an. Er erhielt im selben Jahr ein Stipendium für ein Studium an Maurice Béjarts École-Mudra in Brüssel. Zu dieser Zeit kreierte er sein erstes Solo „David“, das er in Bern und Zürich aufführte. Er wurde daraufhin eingeladen, seine spezielle Technik an der Harald Kreutzberg Tanzakademie in Bern vorzustellen. Er schuf außerdem das „Jaron Margolin Dance Recital“, mit dem er in Europa im Jahr 1980 auf Tournee ging und das seine Premiere in Tel Aviv und im Amphitheater Stein in Jerusalem hatte. Ken Tabachnick entwickelte eine Lichtshow mit Fackeln für die Show. Zur gleichen Zeit gründete Margolin seine erste Tanzgruppe, den Katamon Workshop der Bewegung, in der Anna Sokolow und Flora Cushman als künstlerische Berater und Gastdozenten involviert waren.
Im Jahr 1987 gründete Margolin in Jerusalem die Jaron Margolin Dance Company, die im selben Jahr noch am Israel Festival Jerusalem teilnahm. Anna Sokolow choreographierte für diese Produktion „Poem“, inspiriert von Edgar Allan Poes „Alone“; mit Musik von Sergei Rachmaninoff. Mehrere unabhängige Choreografen experimentierten im Tanztheater, dem Margolin angehörte. die im selben Jahr noch am Israel Festival Jerusalem teilnahm. Anna Sokolow choreographierte für diese Produktion „Poem“, inspiriert von Edgar Allan Poes „Alone“; mit Musik von Sergei Rachmaninoff. Mehrere unabhängige Choreografen experimentierten im Tanztheater, dem Margolin angehörte. Mit dieser Amateur-Truppe choreographierte Margolin „Die Tänze des Sems Sons“, die in ganz Europa aufgeführt wurden.
Im Jahr 2015, im Alter von 61 Jahren, kam Jaron Margolin mit dem Tanz „Leontes“ zurück auf die Bühne. Die Premiere fand in Jerusalem statt.

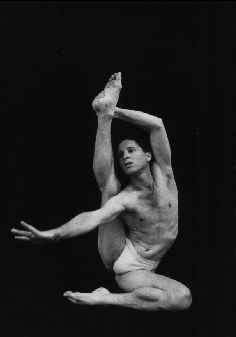
Jaron Margolin

### Margolin-Methode
Margolin entwickelte eine eigene Tanzsprache, die die Flexibilität und Bewegung eines Tänzers fördert. Seine Techniken wurden von einigen seiner Schüler angenommen, die die Margolin-Methode als Teil ihrer Arbeit als Heiler und Therapeuten anwenden.

### Persönliches Leben
Margolin lebt in Jerusalem und arbeitet als Heiler. Aus seiner ersten, 1985 geschiedenen, Ehe gingen zwei Kinder hervor.

## Werk

### Cursed Women
Margolins erste berühmte Tanzproduktion „Cursed Women“ (1987, Musik von César Franck), inspiriert von vier Gedichten von Charles Baudelaire, war umstritten, weil zum ersten Mal in Israel vollständig nackte Männer und Frauen auf der Bühne tanzten. Das Debüt fand, aus Angst, dass ultra-orthodoxe Demonstrationen das Debüt verhindern würden, nicht in seiner Heimatstadt Jerusalem, sondern im Tzavta Tel Aviv statt.

### Davidsbündlertänze
Vor ihrer richtigen Uraufführung am Israel Festival wurden die Davidsbündlertänze bereits 1989 mit der Musik von Robert Schumann als Gast des Noverre-Institutes im Hause des Stuttgarter Balletts in
Deutschland aufgeführt.

### Andere
- Inferno (1992, Musik von Franz Liszt): ein Duett, inspiriert von der Göttlichen Komödie von Dante Alighieri. Margolin erschien neben seinem Tänzer und Schüler Yael Harmati.
- Trost (1992, Musik von Franz Liszt)
- Fire of Envy „Nur al Ira“ (1996, arabische Musik von Mohammed Abdel Wahab)
- Persian Dance (1997, Musik von Modest Mussorgsky). Solo, an dem Margolin 10 Jahre lang arbeitete und das er für seinen Tanzstudenten Gal Chen schuf.
- Oriental Fantasy (1997): eine dreistündige Show, die im Jerusalemer Theater uraufgeführt wurde; Sie umfasste mehrere Tanzstücke von Margolin, die er für seine Studenten und für die besten Bauchtänzerinnen Israels entwickelte.[14] * Tango am Rande eines Hockers (1998, Musik von Alfred Schnittke)
- The Dancing Serpent (1999, Musik von César Franck): dieses Stück, inspiriert von einem von Charles Baudelaires Gedichten, hält Margolin selbst für den Höhepunkt seines Schaffens.

## Veröffentlichungen

### The Splendor of Movement
Margolin beschreibt in diesem 1980 erschienenen Werk den Körper als Basis des Tanzes durch das kabbalistische Konzept vom Baum des Lebens. Die Qualität des Muskelstromes zeigt den Geist des Tänzers und die Existenz einer Seele. Margolin verwendet diese Theorie in seiner Körper-Trainingsmethode als Tänzer und als Lehrer. The Splendor of Movement wurde in der deutschen Tageszeitung Berliner Morgenpost, als eine neue Philosophie des Tanzes gefeiert.

### The Independent Dance. Essence, Creation and Interpretation
Dieses Werk verfasste Margolin gemeinsam mit dem Philosophen Nicu Horodniceanu(: Naftali Ironi Pseudonym) 1999.

### Verschiedenes
In den 1990er Jahren war Margolin ein Tanzkritiker für Die Jerusalemer Zeitung und für das Radio. Er veröffentlichte Artikel in verschiedenen Zeitschriften und Websites und arbeitete als Redakteur und Mitarbeiter für die IsraelDance.co.il-Website.
- Can One Teach Choreography? (1984) Israel Dance Annual[18]
- Problems of the Coda (1986) Israel Dance Annual[19]
- Problems of the Beginning (1987) Israel Dance Annual[20] und (1996) Folk Dance Supplement[21]
- Dances From the Olympus – The Landscape Dances von Sara Levi-Tanai (1989) Israel Dance Annual[22]
- Is an Open Mind Dangerous to Dance?[23] (1994) Israel Dance Quarterly
- The Fighters of the Streets of New York (1996) Israel Dance Quarterly[24]
- Daddy, I’m Dancing Nude (1997) Israel Dance Quarterly[25]
- Flourishing Talent Portrait - About Orna Kugel the Ballerina of the Israeli Ballet (1998) Israel Dance Quarterly[26]

## Auszeichnungen
- 1977: Gertrud Kraus der America Israel Cultural Foundation
- 1980–81: Stipendium für ein Studium an der Maurice Béjarts Mudra-Schule in Brüssel
- 1993: Ehrenauszeichnung für eine Choreographie, die auf dem Brasov Dance Festival aufgeführt wurde
- 2000: Anerkennungsurkunde von der Jerusalemer Stadtverwaltung für seine Verdienste in der Förderung der Jugend in Jerusalem